# ホジェンド
ホジェンド（ペルシア語: خجند, ラテン文字転写: Khujand/Khojand）は、タジキスタン共和国ソグド州の州都。中央アジアで最も古い都市の1つに数え上げられている。
首都ドゥシャンベに次いで、2番目に人口の多い都市である。自治体人口は931,900人。
タジク語ではフジャンド（タジク語: Хуҷанд, ラテン文字転写: Khujand）。ソビエト連邦時代は、レニナバード（ロシア語: Ленинабад, ラテン文字転写: Leninabad）と呼ばれた。2019年1月1日時点での人口は約18万2000人。
ホジェンドはイスラム神学のエリートであるホージャの領地である。その規律と互助は、ホジェンド出身者が1980年代に至るまで権力を維持することを助けた。

## 歴史

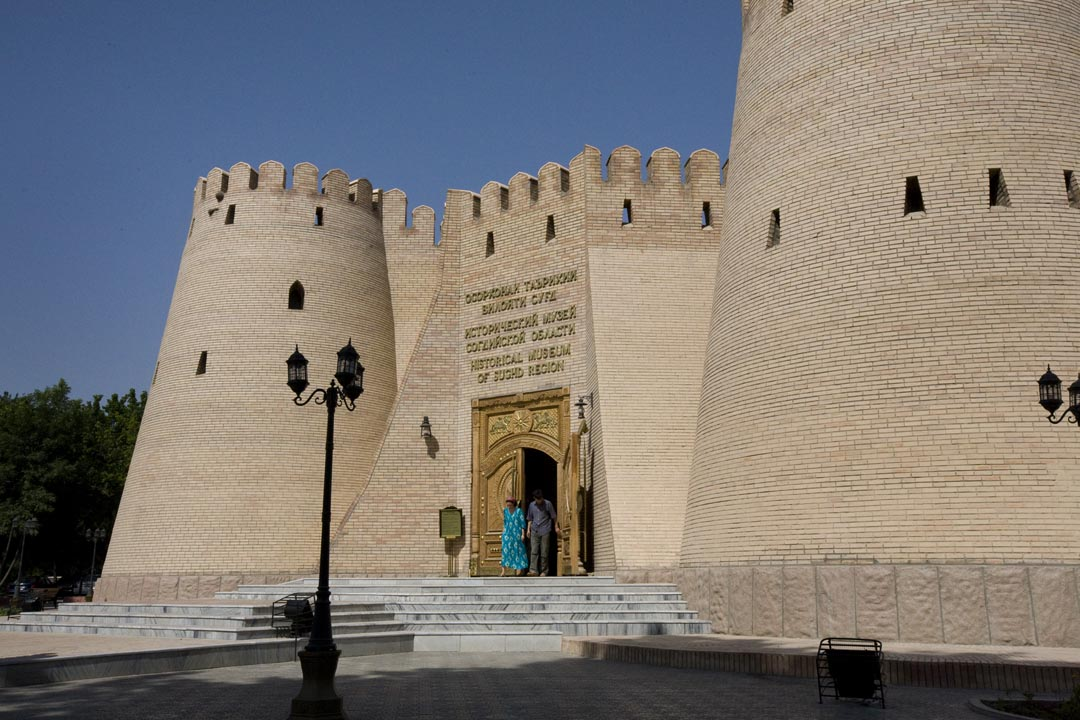
ソグド歴史博物館

紀元前6世紀、古代ペルシア人の城砦が築かれ、古代ギリシア人は、これをキロポリ、又はキレスハタと呼んだ（古代ギリシア語で「果て」「最後の」の意味)。
紀元前329年、アレクサンドロス3世がギリシア人の入植地を建設、これをアレクサンドリア・エスハテ（最果てのアレクサンドリア）と呼び、シルダリア川北方のスキタイへの砦とした。
その後はペルシアの版図に組み込まれる時代が続き、8世紀にアラブの領地となる。ホジェンドと呼ばれるようになるのはこの頃からである。10世紀には中央アジアでも有数の都市となった。13世紀にはホラズム・シャー朝の将軍ティムール・メリクがホジェンドでモンゴル帝国を迎え撃った。14世紀にティムール朝の支配を受ける。
その後、ブハラ・ハン国の時代を経て、1866年、ロシアに領有される。1936年、レニナバードに改称され、1991年、ホジェンドの名に戻った。
1997年に受刑者による抗議事件が発生している。

## 地理
ホジェンドはドゥシャンベから北東200kmの距離で、トルキスタン山脈とモゴルタウ山脈の間のフェルガナ峡谷への入り口に位置しており、カイラックム貯水池に接している。畔にはシルダリヤ川が流れる。

## 市民

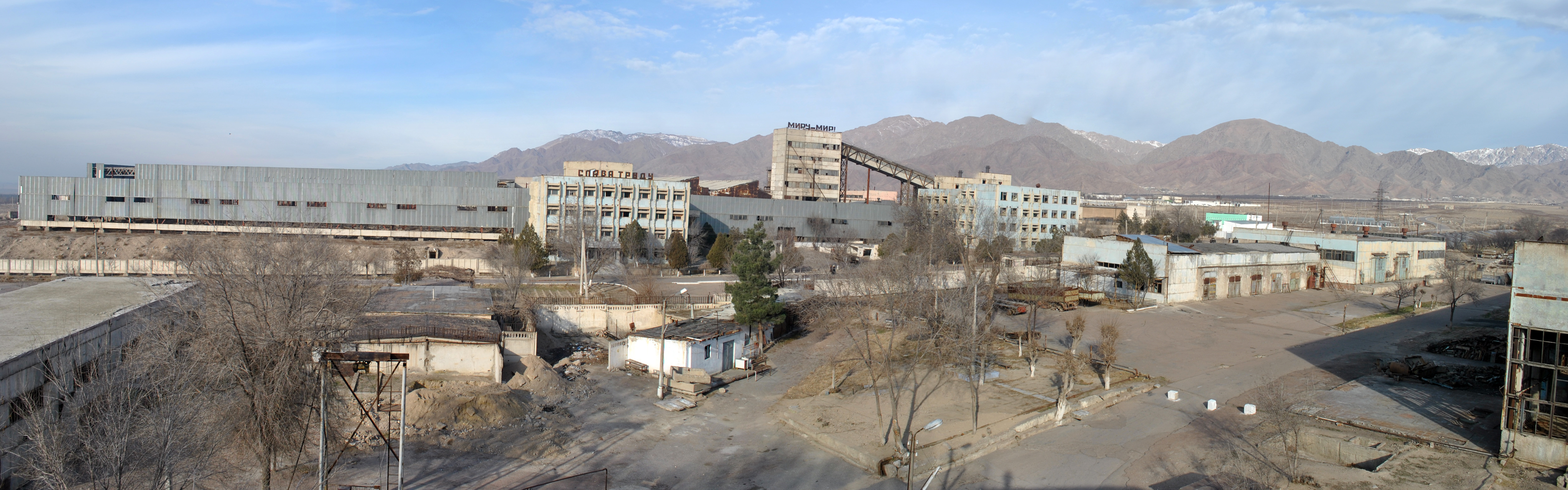
ソグド（シュグド）
同都市に存在する最大規模の自由経済区である。

2010年に実施された国勢調査によれば、タジク人84%、ウズベク人14%、ロシア人0.4%、その他1.6% となっている。
信徒はイスラム教徒（スンニ派）で占められている。市の人口は181,600人 (統計庁 2019 年報告)。
ホジェンド都市圏の人口は2019年時点で931,900人。

## 交通

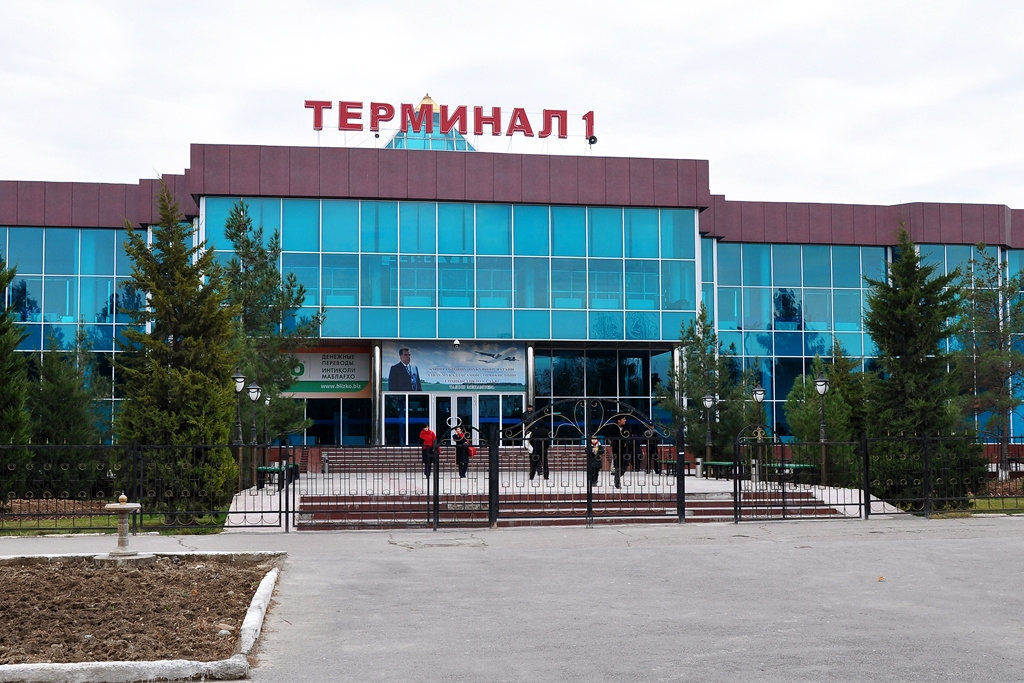
ホジェンド空港

ホジェンド空港が在ることでも知られている。ホジェンド－サマルカンド間を繋ぐ鉄道が存在しており、道路においてはアンゾブトンネルを介してドゥシャンベや、ゼラフシャン川渓谷の先に在るパンジケントと結ばれている。

## 姉妹都市
- カザフスタン シムケント
- ウズベキスタン ブハラ
- ウズベキスタン サマルカンド
- イラン ニシャプール
- イラン タブリーズ